# Bennington (New Hampshire)
Pour les articles homonymes, voir Bennington.
Bennington est une municipalité américaine située dans le comté de Hillsborough au New Hampshire. Selon le recensement de 2010, sa population est de 1 476 habitants, dont 381 à Bennington CDP.

## Géographie
La municipalité s'étend sur 11,35 milles carrés (29,4 km2), dont 0,26 milles carrés (0,67 km2) d'étendues d'eau.

## Histoire
La localité est d'abord commune sous le nom de Factory Village, en raison d'une usine  alimentée grâce aux chutes de la Contoocook. Formée à partir de portions de quatre villages voisins (Deering, Francestown, Greenfield et surtout Hancock), Bennington devient une municipalité en 1842. Elle est nommée en souvenir de la bataille de Bennington dans le Vermont.